# Bear Creek (Alasca)
Bear Creek é uma Região censo-designada localizada no estado americano de Alasca, no Distrito de Kenai Peninsula.

## Demografia
Segundo o censo americano de 2000, a sua população era de 1748 habitantes.

## Geografia
De acordo com o United States Census Bureau, a localidade tem uma área de 110,8 km², dos quais 108,5 km² cobertos por terra e 2,3 km² cobertos por água.

## Localidades na vizinhança
O diagrama seguinte representa as localidades num raio de 40 km ao redor de Bear Creek. 